# Bartłomiej Anglik
Bartłomiej Anglik (Bartholomeus Anglicus) (ur. ok. 1203, zm. 1272) – angielski profesor teologii na uniwersytecie w Paryżu, franciszkanin, prekursor publikacji encyklopedycznych. W 1240 roku wydał dzieło encyklopedyczne „De proprietatibus rerum” obejmujące zagadnienia z zakresu szeregu nauk: teologii, filozofii, medycyny, astronomii, chronologii, zoologii, botaniki, geografii i mineralogii.

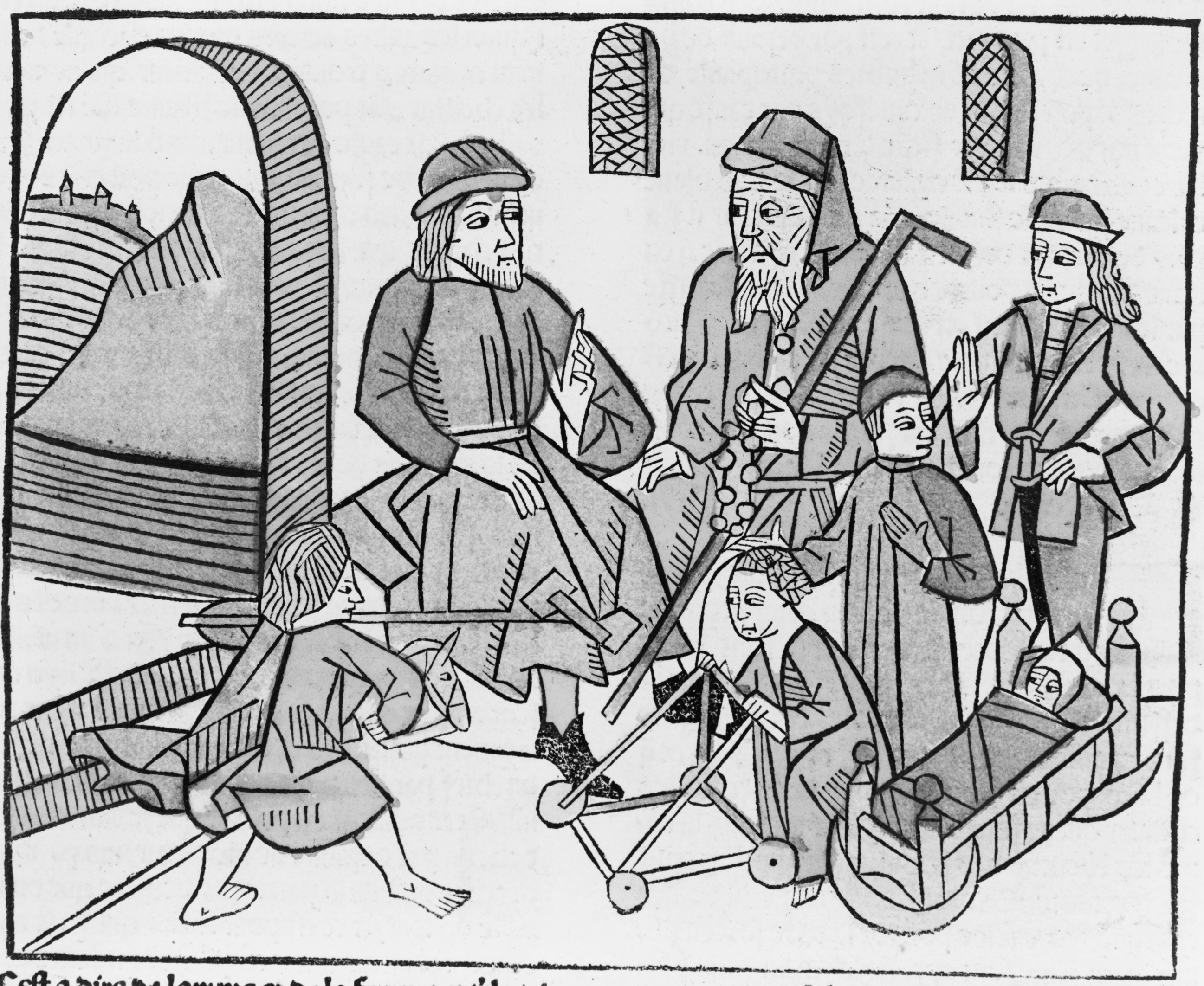
Drzeworyt przedstawiający etapy życia od dzieciństwa do starości
(„De proprietatibus rerum” wyd. 1486)